# Ангела Хитлер
Ангела Хитлер (енгл. Angela Hitler; Браунау на Ину, 28. јул 1883 — 30. октобар 1949) била је старија полусестра Адолфа Хитлера.

## Живот
Ангела Хитлер рођена је 28. јула 1883. у Браунауу у Аустроугарској, као друго дете Алојза Хитлера. Мајка јој је умрла следеће године. Њу и њеног брата, Алојза Хитлера млађег, одгајали су отац и његова трећа супруга Клара Хитлер. Њен полубрат, Адолф Хитлер, рођен је шест година након ње и јако су се зближили. Она је једна од деце која се помиње у Мајн кампфу.
Ангелин отац умро је 1903. године, а маћеха 1907, оставивши мало наследство. Удала се 14. септембра 1903. за Леа Раубала (11. јун 1879 — 10. август 1910), млађег пореског инспектора, и родила сина Леа 12. октобра 1906. Родила је 4. јуна 1908. године Гели, а 1910. другу ћерку Елфриду (Елфриде Марија Хохегер, 10. јануар 1910 — 24. септембар 1993). Муж јој је умро 1910.

### Удовица
У Беч се преселила после Првог светског рата. Ратни извештај Валтера Чарлса Лангера The Mind of Adolf Hitler, канцеларије за стратешке услуге профил породице Хитлер, даје позитивну слику Ангеле у овом периоду, описујући је као „прилично пристојну и марљиву особу". У њему се каже да је постала менаџерка пансиона за јеврејске студенте, где је својевремено бранила оне који су под њеном заштитом од антисемитских изгредника. Лангер о Ангели Хитлер: „Неки од наших доушника су је познавали током овог времена и извештавају да је Ангела у студентским нередима бранила јеврејске студенте од напада и у неколико наврата је палицом тукла аријевске студенте даље од степеница трпезарије. Она је прилично крупна, снажна сељачка особа која је способна да активно учествује“.
Ангела је изгубила контакт са Адолфом, а поново су га успоставили 1919. године. Године 1924. Адолф је био затворен у Ландсберг ам Леху; Ангела је путовала из Беча да га посети. Године 1928, она и Гели преселиле су се у Бергхоф, код Берхтесгадена, где је она постала његова домаћица, а касније је постављена на чело домаћинства када се Хитлер повлачио. Гели се убила 1931.
Ангела је наставила да ради за свог полубрата након Гелијеве смрти, али је снажно одбила Хитлерову везу са Евом Браун. На крају је због тога напустила Берхтесгаден и преселила се у Дрезден.

### Поновни брак
Удала се 18. фебруара 1936. за архитекту и професора Мартина Хамича (22. мај 1878 — 12. мај 1945), који је дизајнирао фабрику цигарета у Дрездену, а који је касније постао директор државне школе за грађевинарство у Дрездену.
Вратили су се 26. јуна 1936. у Пасау.
Хитлер очигледно није одобравао овај брак и своју полусестру је називао „госпођа Хамич“. Изгледа, међутим, да је Хитлер успоставио контакт са њом током Другог светског рата, јер је Ангела остала његов посредник у остатку породице са којом није имао контакт. Године 1941. продала је мемоаре из Хитлерових година Franz Eher Nachfolger, који јој је донео 20.000 рајх марака.
У пролеће 1945. године, након уништења Дрездена у масовном бомбашком нападу од 13. до 14. фебруара, Адолф Хитлер пребацио је Ангелу у Берхтесгаден како би избегао да је Совјети заробе. Такође је позајмио њој и млађој сестри Паули преко 100.000 рајх марака. У тестаменту, Ангели је оставио пензију од 1.000 рајх марка месечно. Неизвесно је да ли је икада примила исплате. Њен други супруг извршио је самоубиство убрзо након коначног пораза Немачке.

### После рата
Адолф је имао слабо мишљење о интелигенцији обе своје сестре, називајући их „глупим гускама“. Ипак, Ангела је говорила о њему са поштовањем, чак и после рата, и тврдила је да ни њен брат ни она сами нису знали ништа о холокаусту. Ангела Хитлер умрла је од можданог удара 30. октобра 1949. године у Хановеру.

## Породица
Њен син Лео имао је сина Петра (рођеног 1931), пензионисаног инжењера који живи у Линцу, у Аустрији. Ангелина ћерка Елфриде удала се за немачког адвоката Ернста Хохегера 27. јуна 1937. у Диселдорфу, имали су сина Хејнера Хохегера (рођеног у јануару 1945).

## Филмски прикази
Глумела ју је Хелена Тимиг у филму Хитлерова банда (1944). У минисерији Хитлер - Успон зла (2003), глумела ју је Џули-Ен Хасет.
У француској комедији Ace of Aces (1982), Ангела Хитлер приказана је као његоватељка Хитлерове резиденције Obersalzberg. Глуми је Гинтер Мајснер, исти глумац који глуми Хитлера.